# Concepción del Norte
Concepción del Norte é uma cidade hondurenha do departamento de Santa Bárbara.